# Lamargelle-aux-Bois
Pour l’article homonyme, voir Lamargelle.
Lamargelle-aux-Bois est une ancienne commune française du département de la Haute-Marne en région Grand Est. C'est une commune associée de Vals-des-Tilles depuis 1973.

## Géographie
Très proche de la Côte-d'Or, le village est traversé par le sentier de grande randonnée 7.

## Toponymie
Anciennes mentions : Margella en 1228, La Margelle en 1400, Lamargelle en 1793, Lamargelle-aux-Bois en 1925.

## Carte de Cassini
|  |

La carte de Cassini ci-dessus montre qu'au XVIIIe siècle, le nom de la commune actuelle n'existait pas. Trois paroisses distinctes étaient présentes dans le secteur.
- Au nord-est, le village de La Margelle qui s'est appelé par la suite Lamargelle, puis La Margelle-aux-Bois en 1935.
- A l'est, le village de Chalmessin situé sur le rive gauche de La Tille, à proximité de sa source. Un moulin à eau symbolisé par une roue dentée Le Fourneau de Vossin Vologes devaient servir au travail du fer. Son nom est évoqué de nos jours par la Combe du vieux fourneau.
- Plus à l'est, le village de Musseau situé sur la rive droite de la Tille de Villemoron avait son église et son château. Le moulin de Musseau est représenté sur la carte.
- Au sud, deux hameaux étaient rattachés à la paroisse de Chalmessin, Villemervry sur La Tille et son moulin de Vossin, et Villemoron, sur La Tille de Villemoron, qui avait aussi son moulin à eau.

En 1789, ce hameau dépend de la province de Champagne dans le bailliage de Langres.

### Passé ferroviaire du village
|  |  |

De 1883 à 1963, Lamargelle-aux-Bois, qui se nommait alors La Margelle et qui était alors une commune à part entière, a été traversée par la  ligne de chemin de fer de Poinson - Beneuvre à Langres, qui, venant de la gare de Vivey-Chalmessin passait au nord-ouest et ensuite se dirigeait vers le terminus de la ligne, la gare de Poinson-Beneuvre.
A une époque où le chemin de fer était le moyen de déplacement le plus pratique, cette ligne connaissait un important trafic de passagers et de marchandises. 
À partir de 1950, avec l'amélioration des routes et le développement du transport automobile, le trafic ferroviaire a périclité et la ligne a été fermée en 1963. Les rails ont été retirés. Quelques tronçons de l'ancienne ligne subsistent encore de nos jours utilisés comme sentier de randonnée ou chemin d'exploitation agricole.

Le 1er avril 1973, la commune de Lamargelle-aux-Bois est rattachée sous le régime de la fusion-association à celle de Chalmessin qui devient Vals-des-Tilles.

## Politique et administration
| Période                                  | Période | Identité         | Étiquette | Qualité |
| ---------------------------------------- | ------- | ---------------- | --------- | ------- |
|                                          |         | Monique MESSAGER |           |         |
| Les données manquantes sont à compléter. |         |                  |           |         |

## Démographie
| 1866 | 1872 | 1876 | 1881 | 1886 | 1891 | 1896 | 1901 | 1906 |
| ---- | ---- | ---- | ---- | ---- | ---- | ---- | ---- | ---- |
| 80   | 70   | 74   | 109  | 69   | 73   | 75   | 63   | 59   |

| 1911 | 1921 | 1926 | 1931 | 1936 | 1946 | 1954 | 1962 | 1968 |
| ---- | ---- | ---- | ---- | ---- | ---- | ---- | ---- | ---- |
| 60   | 65   | 54   | 50   | 45   | 50   | 64   | 68   | 46   |

## Lieux et monuments
- Église Saint-Martin, reconstruite au XIXe siècle, une partie de la nef date du XIIIe siècle.
- Arboretum des Charmettes, il se compose d'environ 400 espèces d'arbres et d'arbustes[3].